# Journal für die Reine und Angewandte Mathematik
Journal für die Reine und Angewandte Mathematik także Crelle’s Journal – najstarsze, nieprzerwanie istniejące, naukowe czasopismo matematyczne na świecie, założone przez niemieckiego inżyniera i matematyka Augusta Leopolda Crelle’a (1780–1855) w 1826 roku. 
W 2023 roku współczynnik cytowań czasopisma wyniósł 1,2. 

## Historia
Czasopismo zostało założone w 1826 roku przez niemieckiego inżyniera i matematyka Augusta Leopolda Crelle’a (1780–1855) . Znane jako Crelle’s Journal od nazwiska założyciela i redaktora . W zamyśle Crelle’a wydawnictwo poświęcone matematyce i matematyce stosowanej miało docierać do większej grupy odbiorców i oferować nie tylko prace oryginalne ale także przedrukowania publikacji w językach obcych. Czasopismo wkrótce odniosło wielki sukces – pod względem czytelnictwa, ilości i jakości publikacji z całego świata oraz wsparcia, w tym finansowego władz. 
Crelle pełnił funkcję redaktora naczelnego do swojej śmierci w 1885 roku, publikując 52 wydania z wieloma artykułami w językach obcych, francuskim, angielskim, włoskim i po łacinie. W okresie tym w czasopiśmie ukazały się prace m.in. Nielsa Henrika Abla (1802–1829), Carla Gustava Jakoba Jacobiego (1804–1851), Augusta Ferdinanda Möbiusa (1790–1868), Jeana-Victora Ponceleta (1788–1867), Jakoba Steinera (1796–1863), Juliusa Plückera (1801–1868), Hermanna Grassmanna (1809–1877), Nikołaja Łobaczewskiego (1792–1856), Petera Gustava Lejeune Dirichleta (1805–1859), Gottholda Eisensteina (1823–1852) czy Ernsta Eduarda Kummera (1810–1893).
Współcześnie Journal für die Reine und Angewandte Mathematik wydawany jest przez Walter de Gruyter 12 razy w roku . Wymieniany w Journal Citation Report ISI , w 2023 roku jego współczynnik cytowań wyniósł 1,2  a samo czasopismo było na miejscu 27. spośród wszystkich czasopism w kategorii Mathematics (miscellaneous) według wskaźnika SCImago Journal Rank uwzględniającego zarówno liczbę cytowań otrzymanych przez czasopismo, jak i wskaźniki prestiżu czasopism, z których pochodzą cytowania . 